# Вице-маршал авиации (Великобритания)
Вице-маршал авиации (англ. Air vice-marshal) — воинское звание генералитета Королевских ВВС Великобритании. Соответствует званию «Генерал-майор» в Британской Армии и Королевской морской пехоте; и званию «Контр-адмирал» в Королевском ВМФ. Является «двухзвездным» званием (по применяемой в НАТО кодировке — OF-7).

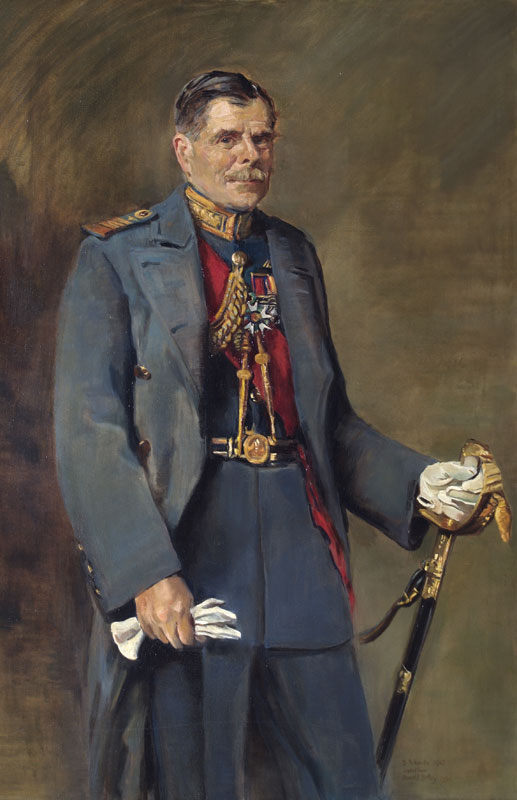
Сэр Хью Тренчард - первый, кто удостоился этого звания (1 августа 1919)

Следует за званием «Коммодор авиации» и предшествует званию «Маршал авиации».

## История
1 апреля 1918 года вновь созданные Королевские ВВС переняли офицерские звания от Британской Армии, а офицеры на ранге, который сейчас является вице-маршалом авиации, получили звание генерал-майора. Позже, 1 августа 1919 года учредили само звание «Вице-маршал авиации». Впервые в тот же день новое звание присвоили сэру Хью Тренчарду. Еще до Второй мировой войны офицеры авиации, командующие группами Королевских ВВС, обычно имели звание вице-маршала авиации. В небольших военно-воздушных силах, таких как Королевские военно-воздушные силы Новой Зеландии и военно-воздушные силы Ганы, Главнокомандующий ВВС имеет звание вице-маршала авиации. Эквивалентным званием в Женских вспомогательных военно-воздушных силах, Женских вспомогательных военно-воздушных силах Австралии, Женских королевских военно-воздушных силах (до 1968 года) и Службе медсестер Королевских военно-воздушных сил принцессы Марии (до 1980 года) было «Главнокомандующий ВВС». Это звание также используется военно-воздушными силами многих стран, которые имеют историческое британское влияние. К вице-маршалам авиации можно обращаться в общем виде как «Маршал авиации».

## Галерея

Нарукавные/наплечные знаки различия (на повседневную и парадную форму)
Погон (на парадную и парадно-выходную форму)
Нарукавные знаки различия (на парадно-выходную форму)
Штандарт Вице-маршала авиации
Air Vice-Marshal star plate